# Argelia en la Copa Mundial de Fútbol de 1982
Argelia fue una de las 24 selecciones participantes en la Copa Mundial de Fútbol de España 1982, la que es su primera aparición en un mundial.

## Clasificación

### Primera Ronda
| Equipo 1     | Agr. | Equipo 2 | Ida | Vuelta |
| ------------ | ---- | -------- | --- | ------ |
| Sierra Leona | 3–5  | Argelia  | 2–2 | 1–3    |

### Segunda Ronda
| Equipo 1 | Agr. | Equipo 2 | Ida | Vuelta |
| -------- | ---- | -------- | --- | ------ |
| Argelia  | 3–1  | Sudán    | 2–0 | 1–1    |

### Tercera Ronda
| Equipo 1 | Agr. | Equipo 2 | Ida | Vuelta |
| -------- | ---- | -------- | --- | ------ |
| Argelia  | 4–1  | Níger    | 4–0 | 0–1    |

### Ronda Final
| Equipo 1 | Agr. | Equipo 2 | Ida | Vuelta |
| -------- | ---- | -------- | --- | ------ |
| Nigeria  | 1–4  | Argelia  | 0–2 | 1–2    |

## Jugadores
Estos son los 22 jugadores convocados para el torneo:

## Resultados
Argelia fue eliminada en el grupo 2.
| Selección        | Pts. | PJ | PG | PE | PP | GF | GC | Dif. |
| ---------------- | ---- | -- | -- | -- | -- | -- | -- | ---- |
| Alemania Federal | 4    | 3  | 2  | 0  | 1  | 6  | 3  | 3    |
| Austria          | 4    | 3  | 2  | 0  | 1  | 3  | 1  | 2    |
| Argelia          | 4    | 3  | 2  | 0  | 1  | 5  | 5  | 0    |
| Chile            | 0    | 3  | 0  | 0  | 3  | 3  | 8  | -5   |

| 16 de junio de 1982, 17:15                                                              | Alemania Federal | 1:2 (0:0) | Argelia                   | Estadio El Molinón, Gijón                                                |                                                                          |
|                                                                                         | Rummenigge 67'   | Reporte   | Madjer 54' · Belloumi 68' | Asistencia: 42.000 espectadores Árbitro(s): Enrique Labo Revoredo (Perú) | Asistencia: 42.000 espectadores Árbitro(s): Enrique Labo Revoredo (Perú) |
| Primer triunfo de un seleccionado africano sobre un europeo y también campeón del mundo |                  |           |                           |                                                                          |                                                                          |

| 21 de junio de 1982, 17:15 | Argelia | 0:2 (0:0) | Austria                    | Estadio Carlos Tartiere, Oviedo                                       |                                                                       |
|                            |         | Reporte   | Schachner 55' · Krankl 67' | Asistencia: 22.000 espectadores Árbitro(s): Tony Boskovic (Australia) | Asistencia: 22.000 espectadores Árbitro(s): Tony Boskovic (Australia) |

| 24 de junio de 1982, 17:15 | Argelia                       | 3:2 (3:0) | Chile                           | Estadio Carlos Tartiere, Oviedo                                       |                                                                       |
|                            | Assad 7', 31' · Bensaoula 35' | Reporte   | Neira 59' (pen.) · Letelier 73' | Asistencia: 16.000 espectadores Árbitro(s): Rómulo Méndez (Guatemala) | Asistencia: 16.000 espectadores Árbitro(s): Rómulo Méndez (Guatemala) |